# Микрокосм
Микроко́см, или микроко́смос (от  μικρός, малый, и от греч. κόσμος, порядок, мир, вселенная), — в античной натурфилософии понимание человека как вселенной (макрокосм) в миниатюре. Эта концепция известна во многих развитых мистических учениях и служит основой для множества метафизических теорий, согласно которым процессы, происходящие внутри человека, аналогичны вселенским процессам и подчиняются тем же самым законам. Концепция аналогии микрокосма и макрокосма усматривается также мифологами в космогонических мифах о создании мира из тела Первочеловека.
В современном мире микрокосмосом считаются молекулы, атомы и более маленькие частицы — как структура вселенной (макрокосм) в миниатюре.

## История
Выделяются две линии философских рассуждений в рамках концепции микрокосма: аргументация от макрокосма к микрокосму и аргументация от микрокосма к макрокосму. В первом случае (например, вариант Демокрита) в человеке нет ничего, кроме космических элементов, что приводит к натуралистической антропологии. Во втором случае нередко постулируется существование космической души или ума, как это можно наблюдать, например, у Гераклита, Анаксагора, Платона и в стоицизме. Эта космическая душа часто отождествляется с имманентным панкосмическим богом.

Какое место в мире занимает бог, такое в человеке — дух, какое в мире — материя, такое в нас — тело.
— Сенека, Письма, 65, 24
В этом случае познание мира или божества нередко выступает как самопознание. Так, например, Гераклит, говоря о своих занятиях натурфилософией, утверждал: «Я искал самого себя». В раннем христианстве эта линия продолжается Оригеном: «Знай, что ты — иное мироздание в миниатюре, и что в тебе — солнце, луна и все звёзды», однако ввиду того, что концепция подобия микрокосма и макрокосма, чревата еретическим пантеизмом, это учение остается за пределами основных ортодоксальных средневековых систем.
Видения Хильдегарды из Бингена (XII в.) также приближаются к концепции подобия человека вселенной, поскольку в этих работах устанавливаются детальные соответствия между движениями небесных тел, ветрами, элементами, жидкостями и телесными и душевными состояниями человека. В средневековой еврейской философии (каббала, Ибн Гебироль, «Микрокосм» Иосифа ибн Заддика — ок. 1140 г.) параллелизм макрокосма и микрокосма носят мистический характер.
Но особенный расцвет идея подобия вселенной и человека переживает в Эпоху Возрождения. Она служит обоснованием новой антропологии у Пико делла Мирандолы («О достоинстве человека»), приводит Кардано, Кампанеллу и Бруно к представлениям о всеобщей одушевлённости природы в натурфилософии и присутствует в медико-магико-алхимическом оккультизме Агриппы Неттесгеймского («Оккультная философия») и Парацельса («Макрокосм и человек суть одно» — Paragran C 2).
В эпоху механицизма XVII—XVIII веков учение о макрокосме и микрокосме отвергается научным знанием, но в то же время Лейбниц придал онтологический статус понятию микрокосма в своей монадологии (каждая монада есть отражение универсума). Некоторое возрождение учения можно наблюдать в немецком неогуманизме Гердера и Гёте, а также в романтизме, особенно в учении Шопенгауэра о мировой воле. Далее эта концепция была воспринята теософами конца XIX — начала XX в. и в дальнейшем интерес к учению о макрокосме и микрокосме поддерживался интересом к оккультизму.

## Многослойная конституция микрокосма
Что есть человек? Состоит ли он только из кожи, плоти, костей и жил? О нет! Действительный человек состоит из Души, а всё то, что называется кожей, плотью, костями и жилами, — лишь покров, внешняя оболочка, а не сам Человек. Когда человек умирает, он снимает с себя все эти одежды, в которые облачён. <…> Но это лишь внешние одежды, ибо во внутреннем скрывается глубокая тайна Небесного Человека.
— «Зогар»

### Трёхчастная конституция
В представлении оккультных учений герметизма в конституции человека различаются три основных плана: физический (телесный, материальный), душевный и духовный.
- Физический план — не только само тело как таковое, но и относят к этому же плану особую, наиболее «плотную» часть души, т. н. жизненное тело[1] (или эфирное тело), которое каббалисты называют словом нефеш[2]. Жизненное тело часто описывают как призрачную точную копию тела физического. Ему приписывают заботу о функциях организма, на которые сознание редко обращает внимание, или которые не может контролировать вовсе. Таковы, например, кровообращение, сердцебиение, дыхание, регенерация, рост и т. п. Когда человек заболевает, его жизненное тело «становится более прозрачным и истощённым в той степени, в какой видимое тело являет свою исхудалость», — говорит М. Гендель.
- Душа (руах в каббале) — (иногда это начало подразделяют на тело желаний и ум, желая выделить последний) — место, где расположено изменчивое и беспокойное я, которое человек знает и в котором себя осознаёт, и именно тело желаний побуждает человека искать чувство удовлетворения.

Тело желаний видится духовным зрением как яйцеобразное облако, простирающееся от шестнадцати до двадцати дюймов за физическое тело. Оно выше головы и ниже подошв, так что плотное тело сидит в центре этого яйцевидного облака подобно желтку в центре яйца. <…> Когда мы смотрим духовным зрением, мы видим, что в теле желания существует множество кружащихся вихрей. Мы уже объясняли, что характеристикой вещества желания является постоянное движение; и из главного вихря в области печени к периферии этого яйцевидного тела льётся бьющий поток, который возвращается в центр через множество других вихрей. Тело желаний окрашено всевозможными известными нам цветами и оттенками и большим числом других, не поддающихся описанию нашим земным языком. Эти цвета меняются в каждом человеке в соответствии с его характерными чертами и темпераментом, они также меняются время от времени, как меняется его настроение, пристрастия и эмоции.
— Макс Гендель, «Мистерии розенкрейцерев»
- Дух — истинное я человека, наиболее возвышенное, бессмертное начало. В каббале дух подразделяется на Йехида, что значит Единственный, Уникальный, Действительное я (также Хабс или Звезда[3]), Хиа, то есть Воля или Творческий принцип, Нешама, то есть интуиция и способность понимать Волю Хабс.

Трёхчастная конституция человека представляется также в христианском мистицизме.

### Микрокосм в каббале
В каббале строение микро- и макрокосма раскрывается в системе пяти миров.
Многослойная конституция человека описывается также в индуизме, тибетском буддизме и теософии. (См. статью Тонкие тела).